# شمیم بهار
شمیم بهار (زاده ۲۹ آبان ۱۳۱۹) نویسنده، ناشر و منتقد ادبی و سینمایی اهل ایران است. وی نقدهایش را عمدتاً در مجله اندیشه و هنر، و نیز دوره کوتاهی در فردوسی، منتشر می‌کرد. پس از وقفه‌ای چهل‌وچندساله به تجدید چاپ شماری از مقالات و داستان‌های قدیمی‌اش، همراه با فیلمنامه‌ای که در سال ۱۳۵۷ قرار بود بسازد، در مجموعه‌ای به نام «دهه‌ی چهل و مشق‌های دیگر» (۱۳۹۸) رضایت داد. آخرین کتاب‌های او، قرنها بگذشت و ۱۴ در آخرین سال‌های قرن چهاردهم شمسی چاپ شدند.  

## زندگی
شمیم بهار در آبان ۱۳۱۹ در خانواده‌ای ثروتمند به دنیا آمد. وی ساکن شمیران است. او مدت‌ها در بریتانیا تحصیل کرده‌است. در دهه ۱۳۵۰ (خورشیدی) همراه هوشنگ گلشیری و حمید سمندریان و محمد کوثر و حسین پرورش و چند تن دیگر، از کسانی بود که در دانشکده هنرهای زیبای دانشگاه تهران در گروه نمایش به مدیریت بهرام بیضایی درس می‌داد.
بهار پس از انقلاب ۱۳۵۷ ایران به خاطر بهائی بودن، از دانشگاه اخراج شد. وی در حدود آغاز دهه ۱۳۸۰ (خورشیدی) برای دیدارِ پدر و مادرش به سوئیس رفت. معدود کسانی چون امید روحانی، آیدین آغداشلو، بیژن الهی، بهزاد رحیمیان و شاید زویا پیرزاد هستند که در این سال‌ها از اوضاع او خبر دارند.

## منتقد

### فیلم
شمیم بهار در سال ۱۳۴۲ به همراه تنی چند از دوستانش در مجله اندیشه و هنر مشغول به کار شدند بنا به گفته آیدین آغداشلو:
«در سال ۱۳۴۲ شمیم بهار، من، علی گلستانه و مهرداد صمدی و دوستان دیگرمان بیست و سه، چهار ساله بودیم و اهل فرقه یا مرید کسی از بزرگان زمانه نبودیم تا هوای مان را داشته باشند. این شد که روزی شمیم بهار اشاره کرد به مطلبی که معمولاً پشت جلد مجله اندیشه و هنر چاپ می‌شد- اندیشه و هنر تیول کسی نیست- و الخ و قرار شد برود با ناشر مجله صحبت کند برای همکاری و ناشر - دکتر ناصر وثوقی - درجا این همکاری را قبول کرد و بخش ادبیات و هنر مجله را سپرد به ما برو بچه‌های بیست و چند ساله و چه دل شیری داشت!»
شمیم بهار را باید پیش از هر چیز حاصل جریانی دانست که در دههٔ چهل تا پنجاه در نشریات نوجوی ادبی اتفاق افتاد. این دوران بی‌شک محمل نوگراترین جریان‌های ادبی ایران است. او در اویل دههٔ چهل با آیدین آغداشلو در دورهٔ پنجم مجلهٔ اندیشه و هنر مشغول کار شد و بین سال‌های ۱۳۴۴ تا ۱۳۴۷ سرپرستی بخش ادبیات و هنرهای این مجله را به عهده داشت. وی این نشریه را تبدیل به مجالی برای تجربهٔ نوگرایی در داستان‌نویسی معاصر ایرانی کرد و کوشید معیارهای نقد ادبی جدید جهان غرب را در بررسی ادبیات و هنر جدید ایران (داستان‌نویسی، شعر، تئاتر و سینما) به کار گیرد. کار اصلی وی نوشتن نقدهای سینمایی بود. شمیم بهار در این کار، چنان جدی بود که می‌گویند وقتی فیلم خوبی می‌دید برای نوشتن نقدی بر آن فیلم، چند بار به سینما می‌رفت و هر بار در جای متفاوتی می‌نشست تا فیلم را از زوایای مختلف ببیند و دقیق‌تر درباره‌اش بنویسد.

### داستان
شمیم بهار اصول نقد ادبی نو را در بررسی ادبیات ایرانی به کار می‌گرفت. نقدی فنی که شمیم بهار می‌نوشت صرفاً معطوف به متن بود و متن را به هیچ نوع ارجاع بیرونیِ اخلاقی و زندگی‌نامه‌ای ارتباط نمی‌داد. او نقدهای تند و تیزی در مورد آثار منتشره معاصر در مجله اندیشه و هنر چاپ می‌کرد. روش وی در نقد، نقد صریح و مقایسه‌ای بود. در این نوع نقد، جنبه‌های ساختاری و محتوایی دو یا چند اثر از یک نویسنده با داوری‌های صریح و گاه کوبنده مورد بررسی قرار می‌گیرد. از جمله نقدهای ادبی او می‌توان به نقد بر آثار جلال آل‌احمد اشاره کرد. به عقیدهٔ حسن میرعابدینی پس از آن کسی دربارهٔ آل‌احمد حرفی نزد که متمایز از حرف شمیم بهار باشد.
شمیم بهار شیوهٔ نقدنویسی ویژه خود را دارد. برای نمونه در آغاز بعضی نقدهایش می‌گوید: «این کتاب، کتاب بدی است.» در همان جملهٔ اول تکلیف را روشن می‌کند. یا می‌گوید: «بر روی هم کار موفقی نیست و شکست نویسنده در داستان‌نویسی به خاطر ابتدایی‌ترین مسایل است؛ ضعف در توصیف آدم‌ها، ضعف در کار به‌وجود آوردن مسیر و قالب صحیح برای داستان و ضعف در کارِ ساختن فضاها و مشکل «من» و نویسنده مجال به چیزهای دیگر نمی‌دهد.» روش تازه‌ای که شمیم بهار در نقدش به کار برده این است که بسیاری از نکات را به جای آوردن در متن نقد، در زیرنویس، توضیح می‌دهد.

### شعر
شمیم بهار همین‌طور با نام «فرامرز خبیری» مقالاتی انتقادی-ادبی دربارهٔ شعر در مجلهٔ اندیشه و هنر (دورهٔ پنجم) می‌نوشت. از جمله مقالات وی با این امضا می‌توان نقد وی بر «شبخوانی» را نام برد. شمیم بهار در مجله اندیشه و هنر در ۱۳۴۲ ولادیمیر ناباکوف را به جامعهٔ ادبی ایران معرفی کرد.
دوستان و هم نسلان‌اش از جمله بهرام بیضایی و آیدین آغداشلو همیشه گفته‌اند که از او بسیار آموخته‌اند. نوشته‌های شمیم بهار در نظرسنجی برای انتخاب بهترین نوشته‌های عمر از چهل‌وچهار منتقد و سینمایی‌نویس، بیشترین رأی را آورد. وی پس از انقلاب به همکاری خود با نشریه‌های ادبی ادامه نداد اما جسته-گریخته در کار فیلم‌سازی با کارگردانان جوان همکاری‌هایی داشته‌است.

### انتقادات به او در زمینهٔ نقد
شمیم بهار و دوستانش (و در ادامه شاگردانش) به‌سوی گونه‌ای نخبه‌گرایی بریده از جامعه روی آوردند که حاصل آن نادیده گرفتن سینمای ایران و ساختن گونه‌ای هالهٔ اسطوره‌ای پیرامون خودشان بود. شمیم بهار فقط چند نقد انگشت‌شمار بر بهترین آثار سینمای پیش از انقلاب ایران نوشت، و در نقدهایش عملاً این آثار را تا جایی که می‌توانست کوبید. بهار در نقدهایش بر خشت و آینه و خانه سیاه است با لحنی هرچه تحقیرآمیزتر دربارهٔ سینمای ایران حرف می‌زند.

## استادی دانشگاه
در کلاس‌های شمیم بهار در دههٔ ۱۳۵۰ در دانشگاه تهران گروه کثیری (شامل دانشجویان رشته‌های دیگر، استادان دانشکده هنرهای زیبا و نیز غیردانشجویان) به عنوان مستمع آزاد حضور می‌یافتند. حاصل آن جلسات به اضافه نقدهای منتشرشده‌اش، بر منتقدان و مترجمان و هنرمندان بسیاری از جمله خسرو دهقان، بهزاد رحیمیان، داود مسلمی، بهروز افخمی، بهرام دهقانی، بهمن طاهری و سیامک شایقی تأثیر گذاشت.

## به عنوان داستان‌نویس
بهار داستان‌هایش را بین سال‌های ۱۳۴۲ تا ۱۳۵۱ در دورهٔ پنجم مجلهٔ اندیشه و هنر چاپ کرد. داستان‌های او توصیفی از بحران نومیدی‌های احساسی روشنفکران اروپادیدهٔ مرفه هستند. داستان‌های او به دلیل حضور شخصیت‌های پیوسته و تکرارشونده، در کنار هم یک کلیت را تشکیل می‌دهند. کلیتی که بیانگر دغدغه‌ها و اصول رفتاری قشر روشنفکر و شکست‌خوردهٔ سال‌های دههٔ سی و چهل است. همه این داستان‌ها مضمونی عاشقانه دارند و به شیوهٔ آثار داستان‌نویسانی چون سالینجر نوشته شده‌اند.
نخستین داستان بهار به نام طرح در تابستان ۱۳۴۲ در نشریهٔ اندیشه و هنر به چاپ رسید. این داستان و دو داستان این‌جا که هستیم و پاییز تجربه‌های نخست نویسنده هستند. این دو داستان در فضای غربت در اروپا می‌گذرد. آخرین داستان بهار در پاییز ۱۳۵۱ نوشته شد. پس از آن، داستان دیگری از بهار در نشریات یا در جایی دیگر به چاپ نرسید و این نویسنده همواره در سایه باقی ماند. بنا به گفتهٔ اطرافیان وی، بهار رمان‌هایی نیز دارد که تا کنون به چاپ نرسیده‌است و تعداد معدودی از نزدیکان به او موفق به خواندنش شده‌اند. در سال ۱۳۹۸ او مجموعه‌ای دست‌چین‌شده و بازویراسته از داستان‌ها و مقالات و یک فیلمنامه‌ش منتشر کرد با عنوان «دههٔ ۴۰ و مشق‌های دیگر»؛ که در آن از انتشار آتی دو رمانش نیز خبر داده ‌است.
بیژن الهی او را وصی خود پس از مرگش قرار داده تا مسئولیت انتشار آثارش را برعهده بگیرد. همین‌طور، کتاب «چراغ‌ها را من خاموش می‌کنم» نخستین اثر «زویا پیرزاد» توسط شمیم بهار ویراستاری شده‌اند. در نخستین دوره از جایزهٔ روزی روزگاری که ۱۰ اردیبهشت ۱۳۸۶ برگزار شد، در بخش داستان کوتاه از شمیم بهار و در بخش رمان از اسماعیل فصیح تقدیر به عمل آمد.
پس از دورهٔ پنجم اندیشه و هنر که دیگر شمیم بهار در آن نبود - و از آن موقع دیگر کسی به شکل رسمی از او خبری ندارد - این نشریه دیگر وزن سابق را نداشت و افول کرد و سال ۱۳۵۳ هم توقیف شد. تنها در سال ۱۳۵۹ یک شماره از آن بیرون آمد و از سال ۱۳۷۸ دوباره نشریه با مسؤولیت ناصر وثوقی، مدیر مسؤول اولیه و با شکل و شمایل دیگر منتشر شده‌است.

### ویژگی‌های داستان‌های بهار
شمیم بهار و نویسندگان هم‌سبک او را باید از آغازگران مدرنیسم در یک مفهوم فکری و به‌خصوص ساختاری دانست. آن‌ها فرایند غیرقابل‌انکار دوره‌ای تاریخی هستند که تمایل به فرم‌های غیررئالیستی و به‌واقع عینی‌نما در جامعهٔ ادبی ایران دیده می‌شود. کشف ادبیات آمریکا و بازخوانی دقیق آثار سوررئالیستی، اکسپرسیونیستی و حتی رمان نو فرانسوی باعث می‌شود ایشان از قالب داستان مرسوم ایرانی که روی به رئالیسم (در شکل‌های مختلف خود) دارد تخطی کرده و راوی فضاهای بورژوا و شاعرانه شوند؛ بنابراین بازخوانی و تأویل جایگاه شمیم بهار به عنوان یکی از مهم‌ترین نمایندگان این گرایش - که در ایران با وجود خلق آثار مهم دچار گسست تاریخی شد - نیازمند درک مؤلفه‌هایی است که به عنوان گرایش‌های سبکی، انسان و نگاه او را طبقه‌بندی می‌کند.
شمیم بهار و نویسندگان هم‌سلک او کاشفان روایت‌های شعری بودند. بهار برآیند دورانی تاریخی است که دو جبههٔ اصلی تعهدگرایی ادبی و سانتیمانتالیسم عامه‌پسند در جدال با یکدیگر به سر می‌بردند. دوره‌ای که وظایف مفروض نویسنده، آرام‌آرام به اصولی غیرقابل تغییر تبدیل شده و تخطی از آن به معنای اخراج از تنهٔ اصلی داستان ایرانی به‌شمار می‌آمد. در این احوال مدرنیسم به عنوان یک شیوهٔ رفتاری برای انسان داستان‌های بهار و ساختار روایی وی معنی پیدا کرد.
شاخصه‌ها و ویژگی‌های این اتفاق را باید در تلقی نویسنده از جوهر ادبیات دانست، به این معنا که پروسه مدرن در ذهن نویسنده‌ای چون بهار با دور شدن از دو عنصر و دو پایگاه، انسان روستایی و اشراف‌زادگان شهری اتفاق می‌افتد و نسلی وارد داستان ایرانی می‌شود که به معنای واقعی وابسته به طبقه بورژوا با تعریف کلاسیک آن است. این نسل یا طبقه سازندهٔ اصلی تمدن و فرهنگ پایتخت است و به همین دلیل به تاریخ خود وقوف داشته و درصدد کشف جهان بیرون به عنوان یک کلان‌شهر، معما، پدیدهٔ وارداتی و… نیست؛ بنابراین «بورژوا» که در طول چندین دهه از تاریخ اجتماعی ایران و به دلیل حضور پررنگ گرایش‌های چپ، انگاره‌ای منفی و برج‌عاج‌نشین تلقی می‌شد، تبدیل به موضوع و ابژه‌ی آثار شمیم بهار، بهمن فرسی، شهرنوش پارسی‌پور، گلی ترقی و نویسندگانی از این دست می‌شود.
این طبقه که در سال‌های دهه سی به تثبیت شرایط سیاسی-اجتماعی کمک کرده بود، نه آن‌چنان اهل بیانگری‌های آرمان‌خواه بود و نه سرخوشی و استعاره‌مداری زندگی اشرافی داشت. حالتی مدیوم‌وار که در ذهن آن، مفاهیم بنیادین انسانی مانند عشق، مرگ و از همه مهم‌تر، رابطهٔ فرد با اشیا و پیکره‌های جهان بیرون مورد خوانش و سؤال قرار می‌گرفت.
بهار با این تلقی و با خلق شخصیت‌های ماندگاری مانند گیتی سروش، منوچهر یا فرهاد و… راوی موقعیت‌های یک طبقه نادیده گرفته شده و از طرفی غیرقابل انکار می‌شود که به دنبال نشانه‌شناسی جهان پیرامون خود نیست.
این ذهنیت که به نوعی تحول مدرن در فرم رفتاری آدم‌های بهار تبدیل می‌شود تا آخرین داستان نیز با این انسان همراه‌است. شاید به همین دلیل باشد که فضای مکانی داستان‌های بهار بسیار محدود است و اغلب در محیط‌های مرفه و مشخص می‌گذرد. محیطی که هنوز روند مصرف‌گرایی سال‌های دهه چهل آن را به قهقرا نکشانده و از شکل اصلی خارجش نکرده‌است. رابطهٔ احساسی این انسان به عنوان یک روشنفکر و بورژوا با پدیدهٔ شهر، نه یک بازنمایی آرمانخواه بلکه یک رویکرد غریزی است.
شمیم بهار از درک مدرنیتهٔ اجتماعی که سیستم و مختصات آن در زیست شهری انسانش معین و مشخص است به سمت روایتی مدرن حرکت کرده ‌است. این نکتهٔ ظریف تمایز بین او و بسیاری از نویسندگان دیگر که راویان طبقه متوسط بودند به وجود می‌آورد. به‌طور مثال آن روند پارودیک بهرام صادقی در نگاه این نویسنده دیده نمی‌شود و به همین دلیل می‌توان شمیم بهار را نویسنده‌ای با مشخصاتی منحصر به فرد دانست. او مدرن بودن را نه به عنوان یک عنصر در حال زوال یا پارودیک، بلکه در منظر نوعی رابطهٔ ذهنی با احساسات و اشیا می‌داند. رابطه‌ای که برآمده از زندگی بورژوای تهرانی دوران شمیم بهار است.
نکته مهم دیگر در گرایش‌های مدرنیستی بهار به تمایلات سوررئالیستی داستان‌های وی باز می‌گردد. این تمایلات که در معنای کلی به مفهوم فراروی از عینت‌های موجود و تکرار شونده‌است، هیئتی مالیخولیایی یا آبستره ندارد، بلکه موجب می‌شود تا همه عناصر داستان در رابطه با شهود ذهنی شخصیت اصلی نسبت به وجود ایشان معنا بیابند. این حرکت بسیار دقیق در داستان‌هایی همچون «پاییز» و «گیو» به خوبی عیان است. شمیم بهار در این مرحله به چیدمان غیرمتعارفی که اشیا دست می‌یابد که در پس آن ناهمگونی مدرنیته اجتماعی با مظاهر تفکر مدرن عیان است. به این معنا که انسان داستان‌های وی ناظر و شاهد پدیده‌ای می‌شود که با حذف آشکار فردیت‌ها و تمایل به معنانگاری صوری از قالب‌های مکانی، فیزیکی و به‌طور کل مجسم، به دنبال یک نوع خردورزی بزک‌شده نامتجانس است. این در حالی است که ژورنالیسم به کرات در زندگی جامعهٔ پیرامون برجسته شده و روابط شهودی و ذهنی‌ای که انسان با این عناصر دارد، نادیده گرفته می‌شوند. درک این نکته، افسردگی نسل و طبقه بهار را موجب شده و در نهایت ما را با شخصیت‌هایی دلزده و از پای افتاده روبه‌رو می‌کند.
بهار با سرپیچی و دور شدن از داستان رئالیستی مرسوم، به سمت نوشتن از تردیدهایی می‌رود که نمونه‌هایی از داستان فراواقعی ایران هستند. مؤلفهٔ فراواقعیت در اینجا معنای ضدیت با واقعیت را ندارد، بلکه به معنای کنار گذارده شدن عینی‌نمایی و تکرار واقعیت‌های تصویری و دیداری‌ای است که در داستان ایرانی محور اصلی روایت را تشکیل می‌دادند. درک او از معنای سوررئالیسم در همین بحث مستتر است که ذهن قوت و جایگاه دوچندانی یافته و بر روابط روزمرهٔ انسانی غالب می‌شود. چنین روندی با داستان‌های شمیم بهار آغاز می‌شود و به دلیلی که می‌توان آن را اقلیت آدم‌های وی دانست، گسترش نمی‌یابد.
او برعکس بسیاری از داستان‌نویسان هم‌دورهٔ خود، از عینیت‌هایی که طبقهٔ بورژوا در قبال روند مدرن شدن از خود بروز می‌دادند، استفاده کرده و به مؤلفه‌های متفاوت دست یافت. او بدون توجه چندان زیادی به برخی مفاهیم مرسوم اجتماعی که فرد را در راستای جایگاه ارزش‌گرای اجتماعی به تصویر می‌کشید شخصیت‌هایش را دچار درگیری‌های ذهنی چندسویه‌ای با مسئلهٔ مهمی به نام «مخاطب درون متنی» می‌کند. به این معنا که انسان او که اصول واضح و رفتار مشخصی را ارائه می‌کند در برهه‌ای از حیات خود نیازمند رابطه‌ای می‌شود که از شکلی فرمالیستی خارج شده و معنایی ساختاری به خود می‌گیرد. از سوی دیگر شمیم بهار، نویسندهٔ لحظاتی است که این حرکت آرام و بنیادین انجام نشده و عقیم می‌ماند. پس باید فضای سرد داستان‌های وی را که مملو از پارادوکس‌ها و افت‌وخیزهای متناقض انسانی است یک پروسهٔ ضدفرم دانست. پروسه‌ای که در آن توهم ساخته‌شدن «رابطه»، «خاطره» و از همه مهم‌تر «جاودانگی» به جای مفاهیم واقعی این به مؤلفه قرار می‌گیرد.
شخصیت‌های اصلی شمیم بهار در هفت داستان مشهور او، ناتوانی شدیدی در برقراری خط‌سیری به نام رابطه دارند. آن‌ها اغلب در حال روایت خود از آنچه که در گذشته و در تقابل با یک فرد صورت پذیرفته می‌نویسند؛ بنابراین فضای روایی آن‌ها به‌طور ذاتی وابسته به گذشته‌است. حتی داستان اردیبهشت چهل‌وشش نیز که در آن روایت لحظه‌به‌لحظه مدنظر قرار گرفته‌است دچار ترفند پیچیده جایگزینی کاذب زمانی است. شمیم بهار با توجه به این نکتهٔ محوری، آثار خود را به سمت عرصه‌ای می‌برد که هریک از شخصیت‌های اصلی وی مانند گیتی سروش، فرهاد، منوچهر و… بتوانند بر لحظاتی حضور خود را بر جهان متن برجسته کرده و در پایان به شکست و عدم توانایی در ایجاد رابطه اذعان نمایند. این رابطه که می‌توان آن را عاشقانه هم دانست، انگیزهٔ روایت می‌شود و پس از پایان آن به صورت بازآفرینی یک رویکرد به‌انجام‌نرسیده در اختیار مخاطبی فرضی قرار می‌گیرد. استفاده مکرر از شکل نامه‌نگاری یا خاطره‌گویی باعث شده‌است تا آثار شمیم بهار محل تجمع شخصیت‌هایی شوند که معمولاً داستان خود را آشفته و مشوش آغاز می‌کنند و در پایان با حسرت‌نگاری آن را به پایان می‌رسانند. این حسرت یک رویکرد واضح نیست. بلکه با توجه به کلیت موجود در روایت و آن روند حرکت از فرمالیسم به سوی ساختار عیان می‌شود.

### انتقادات به او در زمینهٔ داستان
شمیم بهار به‌جز نقد سینما و ادبیات، چند داستان هم نوشت که به باور برخی منتقدان داستان‌های بدی نیستند اما به‌هیچ رو اتفاق‌های ویژه‌ای در تاریخ داستان‌نویسی ایران محسوب نمی‌شوند. به باور این منتقدان اما مریدان بهار و برخی کسان از نسل‌های بعد اما اصرار دارند چند داستان کوتاه او را بر صدر داستان‌نویسی ایران بنشانند. کسانی چون آیدین آغداشلو همواره با تحسین از او یاد کرده‌اند

## آثار
- شش داستان: طرح، این‌جا که هستیم، پاییز ابر بارانش گرفته، اردی‌بهشت چهل‌وشش، تهران: [بی‌نا]، [بی‌تا]
- شش حکایت کوتاه از گیتی سروش، تهران: [بی‌نا]، [بی‌تا]
- سه داستان عاشقانه، تهران: [بی‌نا]، خرداد ۱۳۵۲
- دهه چهل و مشق‌های دیگر، نشر بیدگل،[۴۱]۱۳۹۸

- قرنها بگذشت، نشر بیدگل، ۱۳۹۹
- ۱۴، نشر بیدگل، آذرماه ۱۴۰۰
- سرمای گل زرد، نشر بیدگل، ۱۴۰۲

## به عنوان ناشر
شمیم بهار علاوه بر نویسندگی و نقد، با پشتوانهٔ مالی عزیزه عضدی اقدام به تأسیس انتشارات «سازمان چاپ و پخش پنجاه‌ویک» کرد که با چاپ کتاب‌هایی در قطع، رسم‌الخط، طرح جلد، صفحه‌بندی و حروف‌چینی متمایزشان ابتکار و خوش‌ذوقی ناشر را در آن سال‌ها نشان می‌دهند که همچنان هم تازه و نو مانده. همین‌طور با حمایت از نویسندگانی همچون بیژن الهی، بهمن فرسی، مهشید امیرشاهی، غزاله علیزاده، شهرنوش پارسی‌پور، گلی ترقی، اسماعیل نوری‌علاء، م. آزاد و… جریان خاصی در ادبیات را گسترش می‌داد.
سازمان چاپ و پخش پنجاه‌ویک کتاب‌های مهم و خوبی چاپ کرد. کتاب‌های کارگردانان که به همت بهار و با طرح‌جلدهای آیدین آغداشلو منتشر شدند، هنوز هم جزو بهترین کتاب‌های سینمایی منتشر شده در ایران‌اند. از جمله آثاری که در سازمان چاپ و نشر پنجاه‌ویک چاپ شد می‌توان به موارد زیر اشاره کرد:
- در زمینهٔ سینمایی (مجموعهٔ کتاب‌های کارگردانان):
  - پازولینی در گفتگو با ازوالد اِستَک، بهمن طاهری، ۱۳۵۲[۴۶]
  - کوبریک، الکساندر واکر، حسام اشرفی، ۱۳۵۲[۴۷]
  - گدار، ریچارد راوْد، حسام اشرفی، ۱۳۵۲[۴۸]
  - وایلدر، اکسل مَدسِن، فیض‌اله پیامی، ۱۳۵۲[۴۹]
  - هاوکز، رابین وود، ضیاءالدین شفیعی، ۱۳۵۲[۵۰]
  - فللینی، سوزان باجن، عبدالله پرژاد و علی تیموریان، ۱۳۵۲[۵۱]
- در زمینهٔ داستانی:
  - شبْ یک شبْ دو، بهمن فرسی، ۱۳۵۳[۵۲]

## حضور در فرهنگ عامه
حمید امجد می‌گوید: «تا سال‌ها شمیم بهار و دوستان‌اش هفته‌ای یک بار در رستورانی ناهار می‌خوردند و من هم می‌رفتم آن رستوران تا او را از از نزدیک نگاه کنم.» امجد در جایی از نمایش‌نامهٔ «نیلوفر آبی» (۱۳۷۳) می‌نویسد:
شمیم بهار افسوس می‌شود و مرا سهمی از آستان‌اش نیست.
در یکی از قسمت‌های مجموعهٔ پاورچین شخصیت «طغرل» (باغبانی روستایی در شهر، با احساسات رقیق و فحش‌های رکیک)، مدام به خودش در مقام «منتقد فیلم» ارجاع می‌داد و دائم خاطراتی مشترک میان خودش و شمیم بهار و کیومرث وجدانی و پرویز دوایی جعل می‌کرد (تا آن‌جا که گاه‌وبیگاه مرز بین خودش و آن‌ها را گم می‌کرد یا خود را با آن‌ها اشتباه می‌گرفت)؛ وقت و بی‌وقت «نقد» و «نظریه» و «بیانیه» صادر می‌کرد، اما بضاعت واقعی‌اش، جدا از جارویی دسته‌بلند که به‌وقتش به چماق تهدید و سلاح حمله بدل می‌شد، زبان غیرشهری‌اش بود و لذت خلسه‌وارش هنگام مرور خاطرات شیرین گذشته‌اش.

## پی‌نوشت
1. ↑  یزدانی‌خرم، «نویسندگان فراموش‌شده»، روزنامهٔ شرق.
2. ↑  عسکریان، گزارش جلسهٔ بررسی….
3. 1 2 3  اختتامیهٔ نخستین دورهٔ….
4. ↑  تقی‌زاده، «روش‌شناسی نقد ادبیات داستانی»، کتاب ماه ادبیات و فلسفه، ۳۰.
5. ↑  کیانیان، «شعبده بازیگری»، ۲۳۳.
6. ↑  عبدی، محمد. «جهان داستانی شمیم بهار». رادیو فردا. دریافت‌شده در ۲ آوریل ۲۰۲۰.
7. ↑  تقی‌زاده، «روش‌شناسی نقد ادبیات داستانی»، کتاب ماه ادبیات و فلسفه، ۳۰.
8. 1 2  این «شمیم بهار» کجاست؟! نیمهٔ آشکاری که نشانی نهان را می‌دهد: سخنرانی فرزاد حسنی در جلسهٔ بررسی آثار شمیم بهار، از سلسله نشست‌های نقد انتشارات افراز، چهارشنبه ۲۹ اردی‌بهشت ۱۳۸۹
9. ↑  «Magiran | روزنامه ایران (1397/07/08): بهار پس از نیم قرن». www.magiran.com. دریافت‌شده در ۲۰۲۰-۰۵-۰۵.
10. ↑  عسکریان، گزارش جلسهٔ بررسی….
11. ↑  تقی‌زاده، «روش‌شناسی نقد ادبیات داستانی»، کتاب ماه ادبیات و فلسفه، ۳۰.
12. 1 2  بررسی طرح تاریخ نقد ادبی در ایران، میرعابدینی، حسن؛ کتاب ماه ادبیات و فلسفه، تیر ۱۳۸۰، شماره ۴۵، صفحه ۱۷[پیوند مرده]
13. ↑  عسکریان، گزارش جلسهٔ بررسی….
14. ↑  تقی‌زاده، «روش‌شناسی نقد ادبیات داستانی»، کتاب ماه ادبیات و فلسفه، ۲۶.
15. ↑  تقی‌زاده، «روش‌شناسی نقد ادبیات داستانی»، کتاب ماه ادبیات و فلسفه، ۲۶.
16. ↑  تقی‌زاده، «روش‌شناسی نقد ادبیات داستانی»، کتاب ماه ادبیات و فلسفه، ۲۶.
17. ↑  جواهری گیلانی، تاریخ تحلیلی شعر نو، ۳:‎ ۲۴۴.
18. ↑  جواهری گیلانی، تاریخ تحلیلی شعر نو، ۳:‎ ۲۶۲.
19. ↑  نقد سینما، شمارهٔ اول، بهار۱۳۷۳
20. ↑  تقی‌زاده، «روش‌شناسی نقد ادبیات داستانی»، کتاب ماه ادبیات و فلسفه، ۳۰.
21. ↑  شمیم بهار، دربارهٔ یک تجربهٔ سینمایی، اندیشه و هنر، اردی‌بهشت ۱۳۴۵ (نقل از: واقع گرایی در سینمای ایران، صابره محمدکاشی، کتاب ماه هنر، مرداد و شهریور ۱۳۸۵، شماره ۹۵ و ۹۶، صفحه ۹۹)[پیوند مرده]
22. ↑  عسکریان، گزارش جلسهٔ بررسی….
23. ↑  یزدانی‌خرم، «نویسندگان فراموش‌شده»، روزنامهٔ شرق.
24. ↑  یزدانی‌خرم، «نویسندگان فراموش‌شده»، روزنامهٔ شرق.
25. ↑  خاکسپاری پرسکوت بیژن الهی در مرزن‌آباد، مریم آموسا، خبرآنلاین، یکشنبه ۱۴ آذر ۱۳۸۹ - ۱۶:۴۴:۴۲، کد مطلب: ۱۱۳۶۵۰
26. ↑  تقدیر از «شمیم بهار» و «اسماعیل فصیح» در جایزهٔ روزی روزگاری، خبرگزاری فارس، ۸۵/۱۲/۱۹ - شماره:۸۵۱۲۱۹۰۱۸۴
27. ↑  عسکریان، گزارش جلسهٔ بررسی….
28. ↑  یزدانی‌خرم، «نویسندگان فراموش‌شده»، روزنامهٔ شرق.
29. ↑  یزدانی‌خرم، «نویسندگان فراموش‌شده»، روزنامهٔ شرق.
30. ↑  یزدانی‌خرم، «نویسندگان فراموش‌شده»، روزنامهٔ شرق.
31. ↑  یزدانی‌خرم، «نویسندگان فراموش‌شده»، روزنامهٔ شرق.
32. ↑  یزدانی‌خرم، «نویسندگان فراموش‌شده»، روزنامهٔ شرق.
33. ↑  یزدانی‌خرم، «نویسندگان فراموش‌شده»، روزنامهٔ شرق.
34. ↑  یزدانی‌خرم، «نویسندگان فراموش‌شده»، روزنامهٔ شرق.
35. ↑  یزدانی‌خرم، «نویسندگان فراموش‌شده»، روزنامهٔ شرق.
36. ↑  یزدانی‌خرم، «نویسندگان فراموش‌شده»، روزنامهٔ شرق.
37. ↑  یزدانی‌خرم، «نویسندگان فراموش‌شده»، روزنامهٔ شرق.
38. ↑  یزدانی‌خرم، «نویسندگان فراموش‌شده»، روزنامهٔ شرق.
39. 1 2 3  خضرایی‌منش، امیر. «صندلی بگذاریم و بنشینیم و تاریخ پرافتخار نقدمان را نظاره کنیم!: حاشیه‌ای بر بررسی جریان انحطاط در نقد فیلم ایران»، دفترهای سپید بی‌گناهی، دوشنبه، ۵ بهمن ۱۳۸۸، ساعت ۱۴:۲۶.
40. ↑  از پیدا و پنهان: آیدین آغداشلو در گفتگویی بلند با اصغر عبداللهی و محمد عبدی، تهران: کتاب سیامک (با همکاری نشر آتیه)، بهار ۱۳۷۹[پیوند مرده]
41. ↑  «دههٔ 40 و مشق‌های دیگر». موسسه گسترش فرهنگ و مطالعات. دریافت‌شده در ۲۰۲۰-۰۵-۰۵.
42. 1 2  نوشتن تاریخ با جوهر تقلب؛ بررسی جریان انحطاط در نقد فیلم ایران، غلام‌عباس فاضلی، پردهٔ سینما، ۱۳۸۸/۱۱/۱
43. ↑  انزوای بی‌حاصل، داریوش معمار، رادیو زمانه، ۱۶ دسامبر ۲۰۱۰
44. ↑  نقد ادبی: گفتگو با گلی ترقی، بخارا، مرداد ۱۳۸۰، شماره ۱۹، مصاحبه‌کنندگان: فانی، کامران - دهباشی، علی؛ مصاحبه‌شونده: ترقی، گلی، صفحه ۱۹[پیوند مرده]
45. ↑  گفت و شنودی در «قصیدهٔ بلند باد»، مجلهٔ آرش، تابستان ۱۳۴۵، شماره ۱۱، صفحه ۱۱۴[پیوند مرده]
46. ↑  صفحهٔ جزئیات کتاب در پایگاه اطلاع‌رسانی کتابخانهٔ ملی جمهوری اسلامی ایران[پیوند مرده]
47. ↑  صفحهٔ جزئیات کتاب در پایگاه اطلاع‌رسانی کتابخانهٔ ملی جمهوری اسلامی ایران[پیوند مرده]
48. ↑  صفحهٔ جزئیات کتاب در پایگاه اطلاع‌رسانی کتابخانهٔ ملی جمهوری اسلامی ایران[پیوند مرده]
49. ↑  صفحهٔ جزئیات کتاب در پایگاه اطلاع‌رسانی کتابخانهٔ ملی جمهوری اسلامی ایران[پیوند مرده]
50. ↑  صفحهٔ جزئیات کتاب در پایگاه اطلاع‌رسانی کتابخانهٔ ملی جمهوری اسلامی ایران[پیوند مرده]
51. ↑  صفحهٔ جزئیات کتاب در پایگاه اطلاع‌رسانی کتابخانهٔ ملی جمهوری اسلامی ایران[پیوند مرده]
52. ↑  صفحهٔ جزئیات کتاب در پایگاه اطلاع‌رسانی کتابخانهٔ ملی جمهوری اسلامی ایران[پیوند مرده]
53. ↑  شمیم بهار افسوس می‌شود، محسن آزرم، مهر ۱۳۸۱
54. ↑  نیلوفر آبی: نمایشنامه در پنج مجلس، حمید سعیدی امجد، تهران: روشنگران، ۱۳۷۵[پیوند مرده]
55. ↑  «این «نقد» کجا ایستاده‌است؟، حمید امجد، یکشنبه ۱۳ اردی‌بهشت ۱۳۸۸». بایگانی‌شده از اصلی در ۱ مه ۲۰۱۱. دریافت‌شده در ۱ ژوئیه ۲۰۱۱.